# Naked Songs
『Naked Songs』（ネイキッド ソングス）は、松浦亜弥の企画スタジオ・アルバム。2006年11月29日にzetimaから発売された。

## 概要
セルフカバー、洋楽カバー、スタジオライブ（CD4〜11曲目）、新曲から構成される、全12曲の企画アルバム。
CDのみ（EPCE-5442）、CD+DVD（EPCE-5440/1）の2形態が存在。
DVDの内容は10曲のスタジオライブ映像を収録。スタジオライブはCDとDVDでは重複した楽曲も含まれてはいるが、収録曲目が異なる。

## 収録曲
全編曲：鈴木俊介（特記以外）／全作詞・作曲：つんく（特記以外）

### CD
1. Feel Your Groove [3:41]
作詞・作曲：B.Sidran,L.Sidran 日本語詞：音羽志保 編曲：市川淳
2. Rock My Body [4:23]
作詞・作曲：J.Dragland､L.Sidran 日本語詞：古屋真 編曲：上杉洋史
3. ひとり [3:24]
作詞・作曲・編曲：中野雄太
  - 新曲
  - 20thシングル「きずな」に、新バージョン（single version）が収録。
4. オシャレ! [5:00]
5. I know [4:21]
6. 初めて唇を重ねた夜 [4:43]
7. LOVE涙色 [4:04]
8. ドッキドキ!LOVEメール [4:26]
9. トロピカ〜ル恋して〜る [4:25]
10. Don't Know Why [3:14]
作詞・作曲：Jesse Harris
  - Norah Jonesの同名楽曲を英語詞のままカバー。
11. 砂を噛むように…NAMIDA [4:17]
作詞：森村メラ 作曲：Joey Carbone & Kyoko Nitta
12. dearest. [5:14]
作詞・作曲：成海カズト 編曲：garamonn
  - 新曲

### DVD
1. オシャレ!
2. 100回のKISS
3. Don't Know Why
4. Yeah! めっちゃホリディ
5. ドッキドキ!LOVEメール
6. ♡桃色片想い♡
7. ハピネス
8. トロピカ〜ル恋して〜る
9. I know
10. 初めて唇を重ねた夜